# 中国外交部人权事务特别代表列表
中国外交部人权事务特别代表，是由中华人民共和国外交部任命的特别代表。

## 历任外交部人权事务特别代表列表

### 中国外交部人权事务特别代表（2003年至今）
| 姓名   | 任命   | 免职   | 外交衔级   | 外交职务 | 备注 | 备注 |
| ------ | ------ | ------ | ---------- | -------- | ---- | ---- |
| 沈永祥 | 2003年 | 2010年 |            | 特别代表 |      |      |
| 祁小夏 | 2010年 | 2013年 |            | 特别代表 |      |      |
| 刘华   | 2014年 | 2020年 |            | 特别代表 |      |      |
| 李笑梅 | 2020年 | 2023年 | 公使衔参赞 | 特别代表 |      |      |
| 杨晓坤 | 2023年 | 2024年 | 公使衔参赞 | 特别代表 |      |      |